# Kateřina Teplá
Kateřina Teplá est une ancienne skieuse alpine paralympique tchèque, qui a représenté la Tchécoslovaquie, puis la République tchèque, en ski alpin aux Jeux paralympiques d'hiver entre 1992 et 2002, remportant neuf médailles, cinq d'or et quatre d'argent.

## Carrière
Kateřina Teplá remporte deux médailles lors de la Vème édition des Jeux Paralympiques d'hiver organisée à Albertville en 1992 en France. Il s'agit de deux médailles d'argent en slalom géant et en super-G. Durant ces deux courses, elle est dépassée par la skieuse paralympique autrichienne Elisabeth Dos-Kellner.
Teplá s'attribue la médaille d'or dans trois épreuves aux Jeux paralympiques d'hiver de 1998 à Nagano au Japon: slalom spécial B1,3 (temps réalisé en 2 min 14 s 85), slalom géant (avec un temps de 2 min 44 s 26) et super-G (en 1 min 11 s 57). Dans la descente, elle termine à la 2ème place (en obtenant un temps de 1 min 12 s 98, devant elle sur le podium, se trouve la skieuse espagnole Magda Amo en 1 min 11 s 65).
Aux Jeux paralympiques d'hiver de 2002 à Salt Lake City, elle décroche la médaille d'or dans deux épreuves: le slalom géant (avec un temps de 2 min 20 s 25) et le slalom super-géant (en 1 min 15 s 60). Par ailleurs, elle finit deuxième lors de la descente en 1 min 26 s 73, derrière la Française Pascale Casanova en 1 min 25 s 80.

## Palmarès

### Jeux paralympiques
9 médailles:
- 5 médailles d'or (slalom spécial, slalom géant et super-géant B1.3 à Nagano 1998 ; slalom géant et super-géant B2-3 à Salt Lake City 2002)
- 4 médailles d'argent (slalom géant et super-géant B1-3 à Tignes 1992 ; descente B1-3 à Nagano 1998 ; descente B2-3 à Salt Lake City 2002)